# Cyathea brevipinna
Cyathea brevipinna är en ormbunkeart som beskrevs av Bak. och George Bentham. Cyathea brevipinna ingår i släktet Cyathea och familjen Cyatheaceae. Inga underarter finns listade.